# 清真水泉大寺
清真水泉大寺是中国甘肃省临夏回族自治州临夏市的一座清真寺，位于临夏市东关街道水泉社区解放南路东二巷4号。

## 历史
水泉大寺创建于清代。

## 建筑
清真前河沿寺于2006年公布为临夏市文物保护单位。